# Liste der Stolpersteine in Bodegraven-Reeuwijk

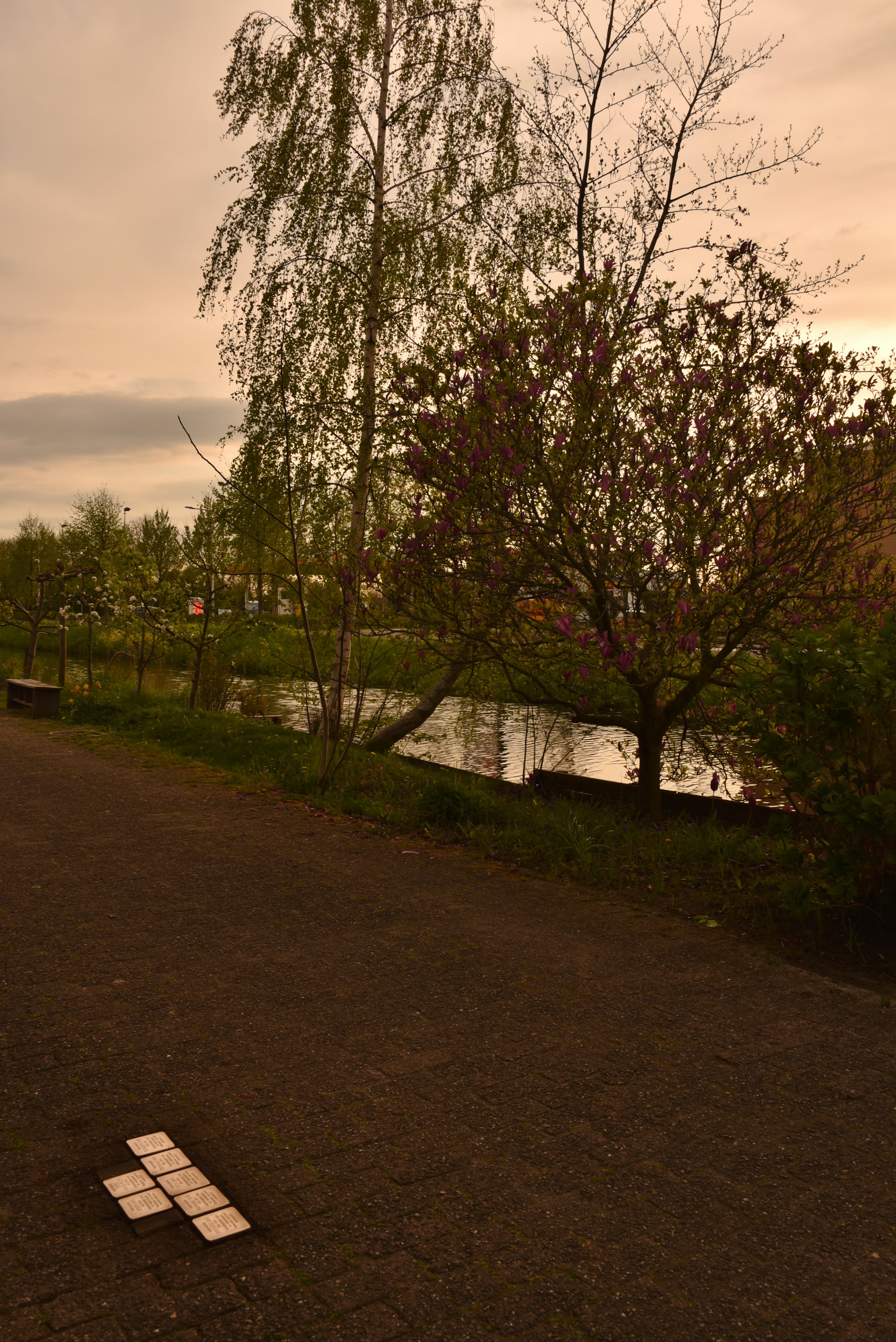
Die Stolpersteine von Bodegraven

Die Liste der Stolpersteine in Bodegraven-Reeuwijk umfasst die Stolpersteine, die vom deutschen Künstler Gunter Demnig in Bodegraven-Reeuwijk verlegt wurden, einer Gemeinde im Nordosten der niederländischen Provinz Zuid-Holland. Stolpersteine sind Opfern des Nationalsozialismus gewidmet, all jenen, die vom NS-Regime drangsaliert, deportiert, ermordet, in die Emigration oder in den Suizid getrieben wurden. Demnig verlegt für jedes Opfer einen eigenen Stein, im Regelfall vor dem letzten selbst gewählten Wohnsitz.
Die ersten, bislang einzigen Verlegungen in dieser Gemeinde fanden am 3. Dezember 2016 statt.

## Verlegte Stolpersteine
In Bodegraven-Reeuwijk wurden bislang sieben Stolpersteine an einer Anschrift verlegt.
| Stolperstein | Übersetzung                                                                                           | Verlegort    | Name, Leben                                |
| ------------ | --- | ------------ | ------------------------------------------ |
|              | HIER WOHNTE COENRAAD GANS GEB. 1924 DEPORTIERT 1942 AUS WESTERBORK ERMORDET 30.9.1942 AUSCHWITZ       | Emmakade 133 | Coenraad Gans (1924–1942), auch Coen       |
|              | HIER WOHNTE ELISABETH GANS GEB. 1926 DEPORTIERT 1942 AUS WESTERBORK ERMORDET 30.9.1942 AUSCHWITZ      | Emmakade 133 | Elisabeth Gans (1926–1942), genannt Liesje |
|              | HIER WOHNTE JOSEPH GANS GEB. 1891 DEPORTIERT 1942 AUS WESTERBORK ERMORDET 31.3.1944 MITTELEUROPA      | Emmakade 133 | Joseph Gans (1891–1944)                    |
|              | HIER WOHNTE LEVI GANS GEB. 1919 DEPORTIERT 1942 AUS WESTERBORK ERMORDET 30.9.1942 AUSCHWITZ           | Emmakade 133 | Levi Gans (1919–1942)                      |
|              | HIER WOHNTE MARIANNE GANS GEB. 1917 DEPORTIERT 1942 AUS WESTERBORK ERMORDET 30.9.1942 AUSCHWITZ       | Emmakade 133 | Marianne Gans (1917–1942)                  |
|              | HIER WOHNTE VROUWTJE GANS GEB. 1916 DEPORTIERT 1942 AUS WESTERBORK ERMORDET 30.9.1942 AUSCHWITZ       | Emmakade 133 | Vrouwtje Gans (1916–1942)                  |
|              | HIER WOHNTE DUIFJE GANS-PILLER GEB. 1888 DEPORTIERT 1942 AUS WESTERBORK ERMORDET 26.10.1942 AUSCHWITZ | Emmakade 133 | Duifje Gans-Piller (1888–1942)             |

## Verlegedatum
- 3. Dezember 2016, verlegt vom Künstler persönlich[8]